# Commander-in-Chief, Plymouth
Commander-in-Chief, Plymouth, en français : Commandant en chef, Plymouth, est un poste de commandement supérieur de la Royal Navy britannique, existant du XVIIIe au XXe siècle. « Plymouth Command » est le nom donné aux unités, établissements et personnel opérant sous les ordres de l'amiral ayant ce titre. Au XIXe siècle, le titulaire de cet office était connu sous le nom de Commander-in-Chief, Devonport.

## Histoire
La création de ce poste remonte à 1743. Le commandement du commandant en chef s'étend alors de la côte sud au niveau d'Exmouth, East Devon jusqu'à Penzance en Cornouailles. En 1941, pendant la Seconde Guerre mondiale, certains éléments de la Plymouth Command sont transférés à la Western Approaches Command, installée à Derby House, près de Liverpool. Alors que la Plymouth Command est transférée dans de nouveaux quartiers généraux, connus sous le nom de Maritime Headquarters, à Mount Wise. Le poste de Commander-in-Chief, Plymouth est fusionné avec celui de Commander-in-Chief, Portsmouth en 1969 pour former le Naval Home Command. 
Après 1969, le Maritime Headquarters abrite le Flag Officer, Plymouth jusqu'à ce que le poste soit supprimé en 1996 et que les chantiers navals et baraquements soient transformés en HM Naval Base Plymouth.

## Commandants en chef etFlag Officers
Liste des Commanders-in-Chief et des Flag Officers,, :

Commander-in-Chief, Plymouth
- 1761 - 1763 Vice-Admiral Philip Durell
- Jan 1763 - Juin 1763 Vice-Admiral Lord Colville
- 1763 - 1766 Vice-Admiral Sir Thomas Pye
- 1766 - 1771 Vice-Admiral Sir George Edgcumbe
- 1771 - 1775 Vice-Admiral Sir Richard Spry
- 1776 - 1778 Vice-Admiral John Amherst
- 1778 - 1783 Vice Admiral Sir Molyneux Shuldham

- 1788 - 1790 Vice-Admiral Sir Thomas Graves
- 1790 - 1792 Vice-Admiral Sir Richard Bickerton
- 1792 - 1793 Vice-Admiral Phillips Cosby

- 1794 - 1796 Vice-Admiral Sir Richard King
- 1796 - 1799 Vice-Admiral Sir Richard Onslow
- 1799 - 1802 Vice-Admiral Sir Thomas Pasley
- 1802 - 1803 Vice-Admiral Sir James Dacres
- 1803 - 1804 Vice-Admiral Sir John Colpoys
- 1804 - 1810 Vice-Admiral Sir William Young
- 1810 - 1813 Admiral Sir Robert Calder
- 1813 - 1815 Admiral Sir William Domett
- 1815 - 1817 Admiral Sir John Duckworth
- 1817 - 1821 Admiral Vicomte Exmouth
- 1821 - 1824 Admiral Sir Alexander Cochrane
- 1824 - 1827 Admiral Sir James Saumarez
- 1827 - 1830 Admiral Lord Northesk
- 1830 - 1833 Admiral Sir Manley Dixon
- 1833 - 1836 Admiral Sir William Hargood
- 1836 - 1839 Admiral Lord Amelius Beauclerk
- 1839 - 1842 Admiral Sir Graham Moore
- 1842 - 1845 Admiral Sir David Milne
- 1845 - 1848 Admiral Sir John West (en)
- 1848 - 1851 Admiral Sir William Gage
- 1851 - 1854 Admiral Sir John Ommanney
- 1854 - 1857 Admiral Sir William Parker
- 1857 - 1860 Vice-Admiral Sir Barrington Reynolds
- Juin 1860 - Oct 1860 Vice-Admiral Sir Arthur Fanshawe
- 1860 - 1863 Vice-Admiral Sir Houston Stewart
- 1863 - 1866 Vice-Admiral Sir Charles Fremantle
- 1866 - 1869 Admiral Sir William Martin
- 1869 - 1872 Admiral Sir Henry Codrington
- 1872 - 1875 Vice-Admiral Sir Henry Keppel
- 1875 - 1878 Admiral Sir Thomas Symonds
- 1878 - 1880 Admiral Sir Arthur Farquhar
- 1880 - 1881 Admiral Sir Charles Elliot
- 1881 - 1884 Admiral Sir William Stewart
- 1884 - 1887 Admiral Sir Augustus Phillimore
- 1887 - 1888 Admiral Lord John Hay
- 1888 - 1890 Admiral Sir William Dowell
- 1890 - 1893 Admiral Duc d'Édimbourg
- 1893 - 1896 Admiral Sir Algernon Lyons
- 1896 - 1899 Admiral Sir Edmund Fremantle
- 1899 - 1900 Admiral Sir Henry Fairfax
- 1900 - 1902 Vice-Admiral Lord Charles Montagu Douglas Scott
- 1902 - 1908 Vice-Admiral Sir Lewis Beaumont
- 1908 - 1911 Vice-Admiral Sir Wilmot Fawkes
- 1911 - 1913 Vice-Admiral Sir William May
- 1913 - 1916 Vice-Admiral Sir George Egerton
- Mar 1916 - Déc 1916 Vice-Admiral Sir George Warrender
- 1916 - 1918 Admiral Sir Alexander Bethell
- 1918 - 1920 Vice-Admiral Sir Cecil Thursby
- 1920 - 1923 Admiral Sir Montague Browning
- 1923 - 1926 Vice-Admiral Sir Richard Phillimore
- 1926 - 1929 Vice-Admiral Sir Rudolph Bentinck
- 1929 - 1932 Vice-Admiral Sir Hubert Brand
- 1932 - 1935 Vice-Admiral Sir Eric Fullerton
- 1935 - 1938 Admiral Sir Reginald Plunkett
- 1938 - 1941 Admiral Sir Martin Dunbar-Nasmith
- 1941 - 1943 Admiral of the Fleet Sir Charles Forbes
- 1943 - 1945 Vice-Admiral Sir Ralph Leatham
- 1945 - 1947 Admiral Sir Henry Pridham-Wippell
- 1947 - 1950 Vice-Admiral Sir Robert Burnett
- 1950 - 1951 Vice-Admiral Sir Rhoderick McGrigor
- 1951 - 1953 Vice-Admiral Sir Maurice Mansergh
- 1953 - 1955 Vice-Admiral Sir Alexander Madden
- 1955 - 1958 Vice Admiral Sir Charles Pizey
- 1958 - 1961 Vice-Admiral Sir Richard Onslow (en)
- 1961 - 1962 Vice-Admiral Sir Charles Madden
- 1962 - 1965 Vice-Admiral Sir Nigel Henderson
- 1965 - 1967 Vice-Admiral Sir Fitzroy Talbot
- 1967 - 1969 Vice-Admiral Sir Charles Mills

Flag Officer, Plymouth
- Juil 1969 - Sept 1969 Vice-Admiral John Roxburgh (en)
- 1969 - 1970 Vice-Admiral Sir Anthony Griffin
- 1970 - 1973 Vice-Admiral Sir Rae McKaig
- 1973 - 1975 Vice-Admiral Sir Arthur Power
- 1975 - 1977 Vice-Admiral Sir Gordon Tait
- 1977 - 1979 Vice-Admiral Sir John Forbes
- 1979 - 1981 Vice-Admiral Sir Peter Berger
- 1981 - 1982 Vice-Admiral Sir Simon Cassels
- 1982 - 1985 Vice-Admiral Sir David Brown (en)
- 1985 - 1987 Vice-Admiral Sir Robert Gerken
- 1987 - 1990 Vice-Admiral Sir John Webster (en)
- 1990 - 1992 Vice-Admiral Sir Alan Grose
- 1992 - 1996 Vice-Admiral Sir Roy Newman